# Mikołaj Pac Pomarnacki (szermierz)
Mikołaj Pac Pomarnacki (ur. 19 września 1934 w Rybinie, zm. 11 listopada 2022 w  Mikołowie) – polski szermierz, uczestnik jako zawodnik XVIII Letnich Igrzysk Olimpijskich w Tokio oraz, jako trener, w Seulu. Zasłużony Mistrz Sportu. 

## Życiorys
Urodził się w rodzinie Wacława (1895–1975) i Hanny (1906–1991). Był bratem Jolanty (1929–1993) i Ludwika (1930–2012). Od 10 września 1964 był mężem Moniki z domu Łukaszkiewicz (1939–2022), z którą miał córkę Annę (ur. 1965) i syna Pawła (ur. 1967).
Do szermierki trafił w wieku 18 lat, wcześniej trenował futbol i boks.
W 1956 podczas wydarzeń Poznańskiego Czerwca został aresztowany i oskarżony w Procesie dziesięciu (5 października 1956). Po VIII plenum KC PZPR uwolniono więźniów politycznych, a śledztwo umorzono.
W 1959 ukończył WSR w Poznaniu, gdzie otrzymał tytuł magistra inżyniera technologii drewna.
Jeszcze w czasie trwania kariery sportowej – trener GKS Katowice. Później trener kadry narodowej PZS: florecistek (1965–1969) i szpadzistów (1970–1975). Na igrzyskach olimpijskich w 1964 w Tokio startował w konkurencji szpada drużynowo w grupie eliminacyjnej zajmując 2. miejsce, a w turnieju plasując się na 5. miejscu. Trener w klubie Piast Gliwice.
Był zawodnikiem klubów:
- Olimpia Poznań (1953–1956),
- AZS Poznań (1956–1960),
- AZS Gdańsk (1960–1962),
- Piast Gliwice (1962–1969).

## Osiągnięcia
Medalista mistrzostw Polski w konkurencji indywidualnej:
- floret (1956)
- szpada (1964[6], 1965[7])
- szpada (1966[8])

Konkurencja drużynowa:
- we florecie (1956[9])
- w szpadzie (1963[10])
- w szpadzie (1968[11], 1969[12])